# Crinia nimbus
Crinia nimbus é uma espécie de anfíbio da família Myobatrachidae.
É endémica da Austrália.
Os seus habitats naturais são: florestas subtropicais ou tropicais húmidas de baixa altitude, matagal de clima temperado e pântanos.
Está ameaçada por perda de habitat.